# Chilenische Teekultur
Die chilenische Teekultur (spanisch cultura chilena del té) ist innerhalb der chilenischen Gastronomiekultur von großer Bedeutung. Der Konsum von schwarzem Tee als Heißgetränk erfreut sich im ganzen Land großer Beliebtheit. 2023 gehörte Chile zu den zwanzig Ländern mit dem größten Teekonsum pro Kopf der Welt.

## Geschichte

### Ursprünge
Während der Herrschaft des spanischen Kolonialreiches in der heutigen Republik Chile führte eine Steuer auf den Mate-Strauch, das damals am häufigsten konsumierte Heißgetränk, im Jahr 1767 dazu, dass die unteren sozialen Schichten aufgrund des Preisanstiegs dieses Getränks nach einer Alternative suchten, wodurch der Tee als Lösung erschien. Die Steuer war eingeführt worden, um den Bau der Cal-y-Canto-Brücke zu finanzieren, eines der wichtigsten Straßenbauwerke in Santiago de Chile im 18. Jahrhundert. Über soziale Grenzen hinweg gewann Tee als beliebtes Getränk an Popularität, als Chile seine Unabhängigkeit erlangte, nachdem große Kontingente britischer Auswanderer eintrafen, die sich hauptsächlich in den Hafenstädten Valparaíso, Antofagasta und Punta Arenas niederließen. Auf diese Weise wurde die britische Teekultur auf andere Gruppen der chilenischen Gesellschaft ausgeweitet und die Teezeit um 17 Uhr massenhaft eingeführt.

### Teestuben und Teehäuser

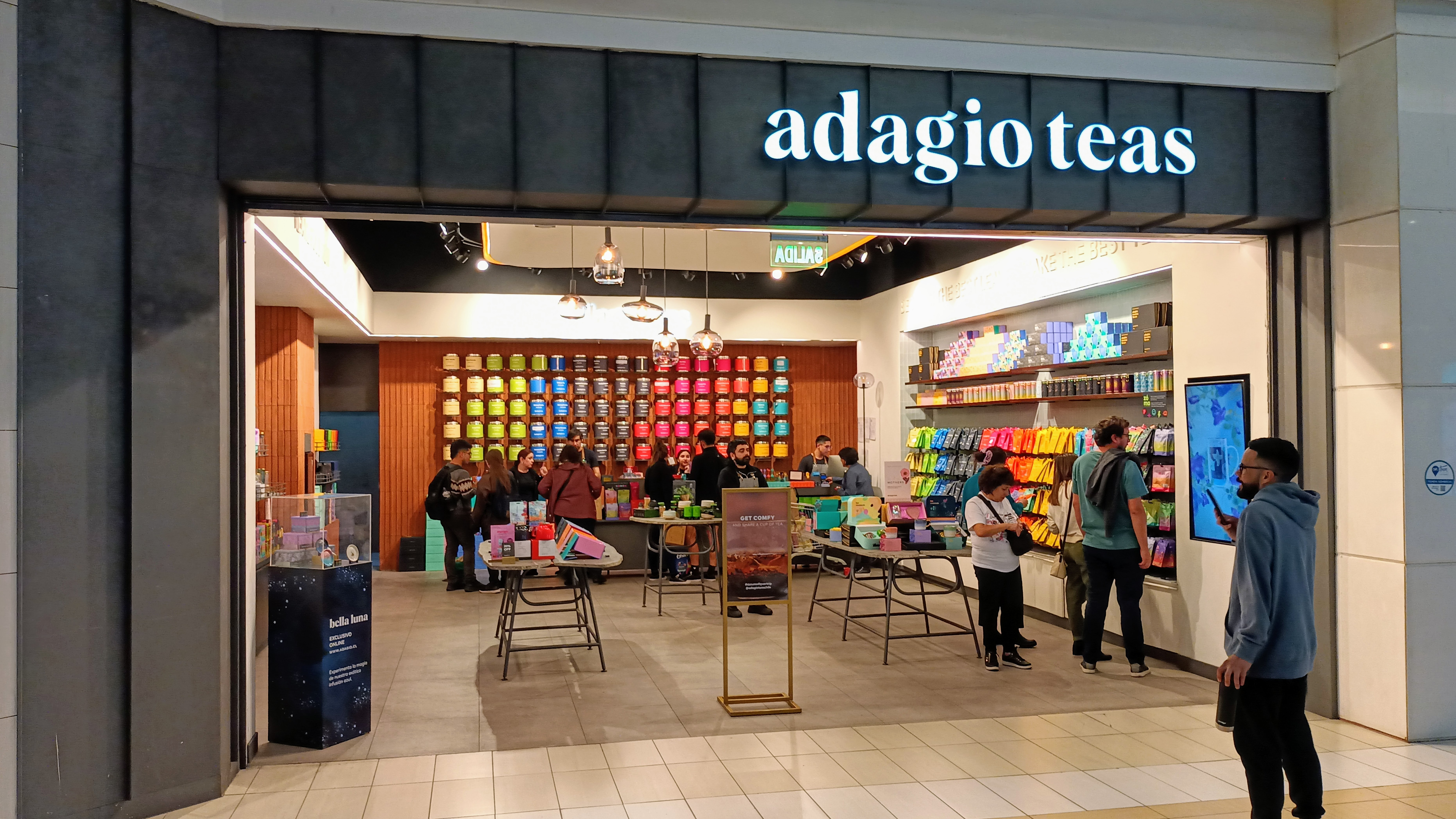
Teeladen in Santiago de Chile

Im 20. Jahrhundert wurden in den großen chilenischen Städten die ersten Teestuben eröffnet, die hauptsächlich als Treffpunkte für ein weibliches Publikum dienten und in denen neben Tee auch Kekse, Kuchen und Desserts dazu verkauft wurden.
Im 21. Jahrhundert ermöglichte die Diversifizierung des Verkaufs und Konsums anderer Teesorten wie grünen und weißen Tees die Eröffnung von auf den Verkauf von Tee spezialisierten Geschäften und Teeläden mit einem anderen Konzept als die vorherige Teestube und mit einem breiter gefächerten Kundenpublikum.

### Deutscher Einfluss
In chilenischen Regionen und Städten mit nennenswerten deutschen Minderheiten, wie in der Region Los Lagos und der Region Los Ríos, ist es üblich, dass Cafés, Restaurants und Teestuben das „deutsche Once“ (span. once alemana) anbieten, eine ähnliche Tagesmahlzeit wie Abendbrot, serviert zwischen 17 und 20 Uhr. Dazu gehört eine Tasse Tee mit Brot oder Süßigkeiten aus der deutschen Küche.

## Wirtschaft
Aufgrund der geografischen und klimatischen Bedingungen des chilenischen Territoriums gibt es nur einen geringen Teeanbau, der den heimischen Markt nicht abdeckt, und daher muss Tee importiert werden. Nach Angaben des Observatoriums für wirtschaftliche Komplexität (OEC) war Chile 2022 der 31. Teeimporteur weltweit.

## Teeanbau
Der chilenische Agrarsektor hat sich auf den Anbau von Teepflanzen in kleinen Mengen in der Gourmet-Kategorie konzentriert. Im östlichen Teil der Region Araucanía, im sogenannten kleinen Süden, hat sich in kleinem Maßstab der ökologische Anbau von Grünteepflanzen entwickelt, die sich an die Wetterbedingungen und Temperaturen anpassen konnten, als „natürlich angebaute Grüntees im südlichsten Teil der Welt“ bezeichnet werden und die Produkte des Herstellers Zealong in Neuseeland, die zuvor diesen Titel trugen, insofern verdrängten.